# Yosuke Kataoka
Yosuke Kataoka (Saitama, 26 mei 1982) is een Japans voetballer.

## Carrière
Yosuke Kataoka speelde tussen 2005 en 2010 voor Omiya Ardija en Kyoto Sanga FC. Hij tekende in 2011 bij Omiya Ardija.